# Масленицкие
Масленицкие — дворянский род.
Восходит к концу XV в. и происходит из Новгорода, внесён в VI ч. родословных книг Псковской и Симбирской  губерний.

## Описание герба
Щит разделен горизонтально надвое; в верхней половине, в правом голубом поле, изображены Меркуриев жезл и на земле сидящая сова; в левом красном поле — выходящая из облаков рука держит золотые весы. В нижней половине, в золотом поле, видна часть реки с головами канала и шлюза.
На щите дворянский коронованный шлем. Нашлемник: три страусовых пера. Намёт на щите голубой и красный, подложенный золотом. Щит держат два воина с пиками. (Гербовник VI, 73).

## Известные представители
Масленицкий Тимофей Григорьевич — родился в 1745 году. Род Масленицких внесён в VI часть /благородные дворянские роды/ родословной книги Симбирского дворянства 31 декабря 1800 года. Масленицкий был в числе первых директоров главного народного училища (Симбирск), с 1809 г. — Симбирская классическая гимназия. Автор «Топографическое описание Симбирского наместничества», 1785 года.